# Tacora dilecta
Tacora dilecta är en insektsart som beskrevs av Walker 1851. Tacora dilecta ingår i släktet Tacora och familjen dvärgstritar. Inga underarter finns listade i Catalogue of Life.